# الدوري الإثيوبي الممتاز
الدوري الإثيوبي الممتاز (بالأمهرية: የኢትዮጵያ ፕሪምየር ሊግ)، المعروف أيضًا باسم دوري بيتكينغ الإثيوبي الممتاز لأسباب الرعاية، هو أكبر دوري لكرة القدم في إثيوبيا. يتم تنظيم الدوري من قبل شركة مشاركة الدوري الإثيوبي الممتاز (التي كان ينظمها سابقًا الاتحاد الإثيوبي لكرة القدم من 1997 إلى 2020). تأسست عام 1997، وحلّت محل القسم الأول السابق (تأسس عام 1944). يتنافس عليه ستة عشر ناديًا، بنظام الصعود والهبوط مع البطولات الثانوية والثالثية الأخرى في إثيوبيا. 

## التاريخ

### البداية
تأسست أول نسخة معترف بها رسميًا من دوري كرة القدم الإثيوبي في عام 1944. تنافست في الأصل خمسة فرق تمثل مختلف مجتمعات أديس أبابا والبعثة العسكرية البريطانية في إثيوبيا على اللقب الذي فاز به اتحاد كرة القدم الإثيوبية. تمت إضافة كأس إثيوبيا في العام التالي وتم التنافس عليها بانتظام منذ ذلك الحين باستثناء بعض سنوات الفجوة.
سيطر نادي ميشال (الآن قوة الدفاع) على السنوات الأولى من دوري الدرجة الأولى الإثيوبية لكرة القدم. فاز النادي بستة ألقاب طوال فترة الأربعينيات والخمسينيات. تمتع نادي سانت جورج ببعض الهيمنة في أواخر الستينيات، وبعد ذلك مر الدوري بفترة من التكافؤ النسبي في السبعينيات والثمانينيات. شهد الدوري تغييرات في التسعينيات وبلغت ذروتها بتأسيس الدوري الإثيوبي الممتاز في عام 1997 من قبل الاتحاد الإثيوبي لكرة القدم والفرق التي شكلت القسم الأول لكرة القدم الإثيوبية.

## نظام البطولة

### المسابقة
يوجد 16 ناديًا في الدوري الإثيوبي الممتاز. خلال الموسم (من نوفمبر إلى مايو)، يلعب كل فريق مع الآخرين مرتين (نظام الجولة المزدوجة)، مرة في ملعبهم ومرة في ملعب خصومهم، ليصبح المجموع 30 مباراة. تحصل الفرق على ثلاث نقاط للفوز ونقطة واحدة للتعادل. لا يتم منح نقاط للخسارة. يتم ترتيب الفرق حسب إجمالي النقاط، ثم فرق الأهداف، ثم الأهداف المسجلة. تهبط الفرق الثلاثة ذات الترتيب الأدنى إلى الدوري الإثيوبي العالي (الدرجة الثانية من كرة القدم الإثيوبية) وتصعد الفرق الثلاثة الأولى من الدوري الأعلى مكانها.

### التأهل للمسابقات الأفريقية
الفائز بالدوري الإثيوبي الممتاز يتأهل تلقائيًا لدوري أبطال أفريقيا في العام التالي. الفائز بكأس إثيوبيا يتأهل إلى الدور التمهيدي من كأس الكونفيدرالية الأفريقية.

## وصلات خارجية
- الموقع الرسمي للبطولة